# Stelzengraben (Main)
Der Stelzengraben ist ein knapp drei Kilometer langer Bach im unterfränkischen Landkreis Main-Spessart in Bayern, der aus nordwestlicher Richtung kommend in der Kleinstadt Rothenfels von rechts in den Main mündet.

## Geographie

### Verlauf
Der Stelzengraben entspringt im Sandstein-Spessart im Naturraum 141.3 Südöstlicher Sandsteinspessart in der Flur Rothellern auf einer Höhe von etwa 310 m ü. NHN einem kleinen Teich gut einen Kilometer nordwestlich des Rothenfelser Stadtteiles Bergrothenfels.
Der Stelzengraben verschwindet sogleich in den Untergrund und erscheint dann gut 50 m weiter südöstlich wieder an der Oberfläche. Der stark begradigte und nur intermittierend wasserführende Bach fließt darauf zunächst etwa 100 m nach Ostsüdosten, knickt dann nach Südsüdosten ab und läuft, begleitet von einem Feldweg, gut 600 m durch die Felder und Wiesen der Flur Sterzwiese. Er wechselt nun seine Laufrichtung und zieht fast ostwärts durch Grünland. Gut 300 m bachabwärts wird er aus einer Quelle gestärkt. Der ab hier ganzjährig wasserführende Bach speist kurz danach einen kleinen Teich und läuft, gesäumt von dichtem Gehölz, geradlinig südsüdostwärts durch die Flur Hofwiesen.  Er unterquert nun die Herrnackerstraße und fließt dann knapp 200 m später mit einem seinem letzten Abschnitt fast parallel laufenden linken Quellast zusammen. Der Stelzengraben tritt dann in den Siedlungsbereich von Bergrothenfels ein, kreuzt die dort eine scharfe Kurve um sein abwärtiges Kerbtal schlagende Bergrothenfelser Straße und läuft dann in Richtung Südosten südlich an der Kirche St. Josef der Arbeiter und an der Burg Rothenfels vorbei.
Der Bach gräbt sich nach der unteren Ortsgrenze eine kleine enge und bewaldete, ungefähr ostwärts ziehende Schlucht, in der er auf die Gemarkung des Talortes Rothenfels wechselt und am Ende in dessen Ortslage eintritt, der auf der nur kleinen linken Talweitung des Mains um den Stelzengrabenzulauf und den Unterhang des Maintals gebaut ist. Dort passiert er dann südlich die Katholische Stadtpfarrkirche Mariä Himmelfahrt und mündet schließlich unterirdisch verrohrt im Unteren Maintal im Naturraum 141.03 Lohr-Rothenfelser Maintal  auf einer Höhe von 142 m ü. NHN  bei etwa Mainkilometer 185 ungefähr einen Kilometer unterhalb der Staustufe Rothenfels von rechts in den aus dem Norden heranfließenden Main.
Der Stelzengraben mit der Kennnummer 461107 gehört zu den wenigen Wildbächen in Bayern.

### Einzugsgebiet
Es umfasst etwa 2,6 km² und erstreckt sich ungefähr 3,2 km² weit vom Waldgewann Hagspitzen im Nordwesten bis zur Mündung fast im Südwesten; quer dazu ist es maximal etwa 1,1 km breit. Der weit überwiegende Teil liegt auf der nach Südosten hin von seinem höchsten Punkt auf ca. 373 m ü. NHN in den Hagspitzen bis zu ca. 225 m ü. NHN am Beginn der Untertalkerbe in Bergrothenfels einfallenden Hochebene auf dem langen Mündungssporn zwischen den steil eingetieften Tälern des Mains im Osten und der Hafenlohr im Südwesten. Die nördliche Wasserscheide läuft vor dem zum aufwärtigen Main ziehenden Gaibach.
Das Einzugsgebiet ist überwiegend waldfrei. Das größere Bergrothenfels und ein Teil des Talorts von Rothenfels sind die einzigen Siedlungsplätze darin.